# Paix2
Paix2（ペペ）は、日本の女性歌手デュオである。バンド名の意味はフランス語で「平和」という意味の「Paix」と2人組であるので2乗の「2」。
刑務所などでの慰問活動を精力的に行っているため、「受刑者のアイドル」の愛称で呼ばれる。
所属レコード会社は日本コロムビア。
2021年現在は施設内への無観客ライブなどの制作を配布しているほか、YouTube配信を主とした企画制作を行っている。

## メンバー
Manami（マナミ）
本名、北尾真奈美。2月7日生まれ。血液型はB型。鳥取県倉吉市出身。鳥取県立倉吉西高等学校卒業（弓道部に所属）。鳥取女子短期大学（現・鳥取短期大学）生活学科情報・経営専攻卒業。デビュー前は岡山大学固体地球研究センター（現・惑星物質研究所）の技術補佐員だった。2014年より保護司、2015年より矯正支援官。
Megumi（メグミ）
本名、井勝めぐみ。10月5日生まれ。血液型はAB型。鳥取県東伯郡赤碕町（現・琴浦町）出身。赤碕町立赤碕中学校、鳥取県立由良育英高等学校（現・鳥取県立鳥取中央育英高等学校）を経て看護専門学校を卒業。デビュー前は看護師だった。2014年より保護司、2015年より矯正支援官。

## 略歴
- 1998年 - 日本縦断カラオケ選抜歌謡祭の鳥取県大会で2人が出会い、その後Paix2を結成[5][3]。
- 2000年 - 「風のように春のように」でインディーズデビュー。
- 2000年 - 全国の刑務所や少年院などでの公演「Prisonコンサート」を開始。
- 2001年 - 「風のように春のように」「元気だせよ」で日本コロムビアよりメジャーデビュー。
- 2005年 - 「Prisonコンサート」の活動が評価され、法務大臣の表彰を受ける。
- 2013年 - 第2回鳥取短期大学地域貢献賞を受賞。
- 2014年 - 法務省より保護司に任命される[6][7]。
- 2015年 - 法務省より矯正支援官に任命される。
- 2016年 - 「Prisonコンサート」400回の功績に対し、三度目の法務大臣表彰「感謝状」を授与される。
- 2020年 - 1月に神奈川県の横浜刑務所で500回目の「Prisonコンサート」を開催[8]。
- 2020年 - 9月10日に東京拘置所でメッセージコンサートを実施。
- 2021年 - 2月に岡山刑務所にて無期懲役収容者たちとのトークセッションを実施。ここまでの施設内での講演・コンサート回数は505回に達する。
- 2022年 - 令和4年安全安心なまちつくり関係功労者表彰で内閣総理大臣賞を受賞。
- 2023年 - 天皇・皇后主催の園遊会に招待される[9]。
- 2024年 - 1月に日本PR大賞「シチズン オブ ザイヤー」を受賞。また、Megumiの出身地である鳥取県琴浦町の町民栄誉賞を受賞[10]。

## Prisonコンサート
活動の大きな特徴の一つが「Prisonコンサート」で、刑務所や少年院などの矯正施設で行う慰問活動である。開始のきっかけは、2000年に一日署長を務めた地元鳥取県警倉吉警察署の勧めであった。
ステージは主に、受刑者の心を動かすメッセージソングと、Megumiが看護師時代に患者の死に立ち会った際の語り等で構成され、受刑者たちを力づけると共に、命の尊さを訴えかける。受刑者の家族の苦悩やメッセージを読むこともある。
刑務所ではその性格上、受刑者たちに許可されているのは拍手のみである。受刑者たちに挨拶の返事を求めたり、歌に合わせて拳を振り上げさせたりするたび、コンサート最中にその都度、会場の監視のために立ち会っている刑務官に許可を求めなければならない。ボランティアの為お金にならないが、2人は「芸能界を引退するまでこの活動を続ける」と誓い合っている。その公演回数は2023年12月末現在で526回。刑務所・少年院での公演活動は原則として音響機材を積載した車でマネージャーと共に移動している。
Prisonコンサートを初めてしばらくは、一日の食事をおにぎり一個で我慢する日もあるほど切り詰めた生活をしていた。開始からちょうど1年がたち、資金面などの苦労からこの活動の継続を思い悩んでいた頃、警察の音楽隊とのコンサートに来場した元受刑者から、「2人の歌に出会えたおかげで刑務所生活を頑張り社会復帰することができた」との手紙をもらい、2人はとても励まされたと語っている。
上記のようにPrisonコンサート開催に際して音響機器も含めた「自己完結ボランティア」として実施するスタイルは女性歌手としては異例であり、その活動実績も世界一と言われている。

## 音楽
特記のない限り日本コロムビアよりの発売。

### シングル
- 風のように 春のように（2001年4月21日）
- 花天女（2004年5月19日）
- ずっとずっと（2006年4月26日）
- おかげさま（2008年6月18日）
- ともいき…未来へ（2010年10月20日）
- 日本酒で乾杯！～ふるさと鳥取ver.～（2018年10月1日） - 初の企画物楽曲として発表。11月27日にはカラオケボックスで全国配信開始。（88エンタテインメント）

### アルバム
- 逢えたらいいな（2005年10月19日）
- HANA 爛々と（2013年5月8日）
- しあわせ（2015年6月17日）

### その他
- 限定版 天女の羽衣物語（2004年1月21日）
- NHK ひとりでできるもん! どこでもクッキング（2004年7月21日） - エンディングテーマ曲「SAYいっぱいを、ありがとう」を収録したオムニバス盤。
- 第14回全国障がい者芸術・文化祭テーマソング「あなたと一緒に歌いたい」手話DVD発表（2014年7月12日 - 11月3日）

## 書籍
- SAYいっぱいをありがとう～塀の中から響く歌声～（実業之日本社、2005年）
- 逢えたらいいな～プリズン・コンサート300回達成への道のり～（鹿砦社、2012年）
- 塀の中のジャンヌダルク（鹿砦社、2020年）
- 矯正施設専用求人雑誌【chance】原稿執筆中

## 出演

### ラジオ
- ぺぺの元気だせよ「ミュージックバード」全国50局ネットワーク
- 浄土宗の時間（文化放送）
- 日曜バラエティー（NHKラジオ）
- きらめき歌謡ライブ（NHKラジオ）

### テレビ
- NHK歌謡コンサート（NHK総合）
- ワールドニュース（NHK BS1）
- あさチャン!（TBS）
- モーニングバード!（テレビ朝日）
- 激レアさんを連れてきた。（テレビ朝日）（2024年1月29日）

他多数の番組に出演。

### 映画
- 「だからワタシを座らせて。通勤電車で座る技術!」 - 本人役
  - 劇中では「OH！オメデトウ」を歌唱している。また、「Paix2 with 通勤オールスターズ」名義による「白い色は恋人の色」(ベッツィ&クリスのカバー)が、本作の主題歌として使われている。

## メディア掲載
- ワシントンポスト誌[要文献特定詳細情報]
- AFP通信[要文献特定詳細情報]
- 週刊ポストデジタル写真集「黒羽刑務所 潜入撮」
- 東京スポーツ・デジタル&紙面「刑務所アイドルデュオが異色の写真集発売」